# Team Galaxy
Team Galaxy (franceză Team Galaxy, le Collège de l'Espace sau franceză Galaxie Académie în Quebec)  este un serial de animație produs de Marathon Media, Image Entertainment Corporation, France 3, Rai Fiction și Jetix Europe în asociere cu YTV. Serialul combină animație 2D cu elemente 3D și este amplasat la Galaxy High, unde un trio de studenți încearcă să își balanseze viețile lor de adolescenți cu antrenamentul lor de a deveni Mareșali Spațiali. Conceptul și stilul de animație este similar cu Spioanele și Martin Mystery, alte seriale produse de Marathon Media.
Team Galaxy a fost coprodus de mai multe canale internaționale, inclusiv France 3, care a fost primul canal care să aibă premiera pe 26 august 2006. În Statele Unite, Cartoon Network a plătit lui Marathon aproximativ 16–17 milioane de $ pentru 52 de episoade și o premieră în toamna lui 2006. A fost de asemenea difuzat pe YTV în Canada și pe CITV/Jetix în Regatul Unit.

## Despre serial
Josh, Yoko și Brett sunt trei oameni independenți, nevoiți să lucreze împreună ca un tot unitar. Ei au fost aleși să meargă la o școală unde sunt antrenați să devină Comandanți Spațiali. În lungul aventurilor lor, eroii Team Galaxy au sarcini multiple, atât adolescență cât și ca aventurieri spațiali și să fie unii din cei mai buni paznci. Acești copii deși au început de jos ca toată lumea au devenit nr. 1.

## Personaje
- Yoko are 15 ani. Ei îi place karaoke-ul și teatrul. Ea a intrat la liceul Galaxy din greșeală. A crezut că e o școală de vedete. E mereu la modă dar și optimistă. Pentru o fată normală a acestei echipe intră deseori în buclucuri.

- Brett e un băiat de 10 ani. Este cel mai deștept copil din liceul Galaxy. Materiile lui preferate sunt: fizica, astronomia și informatica. Brett poate repara orice echipament mecanic. Asta îi convine lui Josh, pentru că el mereu strică ceva.

- Josh e un tip rebel de 16 ani. Îi place să doarmă în timpul orelor, să meargă în misiuni și motocicletele. Îl place pe Fluffy, animalul de companie. Tatăl său este directorul liceului Galaxy și care ar vrea să fie mai bun în orice. Josh este un dușman de moarte pentru Bobby.

- Fluffy sau Pufosul este animalul de companie al lui Josh, Yoko și Brett. El vine mereu în misiuni cu ei și e mereu gata de acțiune. Ca și animal mecanic are sentimente și Josh este unul din cei mai buni prieteni.

- Bobby e rivalul lui Josh, el dorește să devină popular în școală și le spune tuturor că are arme tari în campus.

## Voci
Vocile originale, în limba engleză:
- Yoko - Katie Griffin
- Brett - Tabitha St. Germain
- Josh - Kirby Morrow